# نسل هشتم کنسول‌های بازی ویدئویی
نسل هشتم کنسول‌های بازی ویدئویی شامل کنسول‌های منتشر شده از سال ۲۰۱۲ میلادی نیست. پرده‌برداری از نخستین کنسول جدیدتر از نسل هفتم توسط شرکت نینتندو با کنسول وی یو آغاز شد. نینتندو کنسول نسل جدید خود را برای نخستین بار در ۱۸ نوامبر ۲۰۱۲ عرضه نمود. سونی و مایکروسافت نیز با فاصله‌ای یک ساله در تاریخ‌های ۱۵ و ۲۲ نوامبر ۲۰۱۳، به ترتیب کنسول‌های نسل جدید خود را با نام‌های پلی‌استیشن ۴ و ایکس‌باکس وان عرضه نمودند. در عرصه کنسول‌های دستی نیز نینتندو پرچم‌دار آغاز این نسل بود و در فوریه ۲۰۱۱ کنسول دستی نینتندو ۳دی‌اس را عرضه کرد. در دسامبر همان سال، سونی نیز با عرضه پلی‌استیشن ویتا پا به میدان رقابت با نینتندو در دنیای کنسول‌های دستی گذاشت.
نسل هشتم کنسول‌های بازی همزمان با اوج‌گیری فروش و محبوبیت دستگاه‌های جدیدتری چون تلفن همراه هوشمند، تبلت و تلویزیون هوشمند همراه بوده‌است. با توجه به گسترش روزافزون این دستگاه‌ها، برخی تحلیل‌گران از احتمال اینکه نسل هشتم، آخرین نسل از کنسول‌های بازی باشد خبر می‌دهند. در سال ۲۰۱۳ درآمد حاصل از بازی‌های عرضه شده بر روی اندروید از میزان درآمد بازی‌های کنسول‌های دستی پیشی گرفت؛ حال آن‌که در رتبه دوم این فهرست، بازی‌های عرضه شده برای آی‌اواس قرار داشت. در سال مالی ۲۰۱۳، نینتندو تنها ۲۳/۷ میلیون نسخه از هر نوع کنسول خود به فروش رساند، در حالی که اپل توانست با فروش ۵۸٫۲ میلیون نسخه آی‌پد را در سال مالی ۲۰۱۲ را به ثبت برساند.
در نسل هشتم کنسول‌های بازی، می‌توان به رشد چشمگیر فعالیت Advanced Micro Devices در ساخت پردازشگر برای کنسول‌ها اشاره کرد به طوری که دو کنسول از سه کنسول اصلی این نسل از پردازشگرهای AMD استفاده می‌کنند. همچنین هر سه کنسول اصلی این نسل از GPUهای شرکت AMD استفاده نمودند. البته سونی، نینتندو و مایکروسافت تا زمان عرضه کنسول‌های خود از این موضوع آگاهی نداشتند. این کنسول‌ها همچنین از ارتباط بسیار گسترده‌تر تحت شبکه نسبت به کنسول‌های نسل پیش هستند.

## مقایسه کنسول‌های اصلی
| نام کنسول                          | وی یو | پلی‌استیشن ۴ | ایکس‌باکس وان |
| ---------------------------------- | --- | --- | --- |
| سازنده                             | نینتندو | سرگرمی کامپیوتری سونی | مایکروسافت |
| تصویر                              | | | |
| تاریخ عرضه                         | ۲۰۱۲ | ۲۰۱۳ | ۲۰۱۳ |
| قیمت                               | Basic Model - US$۲۹۹٫۹۹ - پوند استرلینگ/یورو، set by individual retailers - دلار استرالیا۳۴۸٫۰۰ - ین۲۶٬۲۵۰ Deluxe/Premium Model - US$۳۴۹٫۹۹ - £/€, set by individual retailers - A$۴۲۸٫۰۰ - ¥۳۱٬۵۰۰ | Launch Model - US$۳۹۹٫۹۹ - €۳۹۹ - £۳۴۹ - A$۵۴۹ - ¥۴۱٬۹۷۹ | Launch Model - US$۴۹۹٫۹۹ - €۴۹۹ - £۴۲۹ - A$۵۹۹ |
| Current prices                     | Deluxe/Premium Model - US$۲۹۹٫۹۹ | Same as launch prices | Same as launch prices |
| واحدهای فروخته شده                 | Worldwide: 3.91 million (as of 3۰ سپتامبر ۲۰۱۳) | North America: 1 million (as of 1۶ نوامبر ۲۰۱۳) | Worldwide: 1 million (as of 2۳ نوامبر ۲۰۱۳) |
| پرفروش‌ترین بازی                    | Nintendo Land, 2.6 million units (as of 3۱ مارس ۲۰۱۳) | اتومبیل‌دزدی بزرگ ۵ | |
| رسانه                              | وی یو Similar to a 25 GB single layer دیسک بلو-ری at 5x CAV Wii Optical Disc Similar to a 4.7 GB دی‌وی‌دی or 8.4 GB DVD-DL at 6x CAV | دیسک بلو-ری، دی‌وی‌دی Blu-ray at 6x CAV, DVD at 8x CAV | Blu-ray, DVD |
| واحد پردازش مرکزی                  | Tri-Core آی‌بی‌ام پاورپی‌سی "Espresso" @ ۱٫۲۴ GHz ۳ مگابایت حافظه نهان سی‌پی‌یو (Core 0: 0.۵ MB, Core 1: 2 MB, Core 2: 0.۵ MB) Shared 34 MB eDRAM with GPU | Octa-Core (۲ quad-core modules) ای‌ام‌دی اکس۸۶-۶۴ "Jaguar"-based Shared 4 MB L2 cache (Cores 0-3: 2 MB, Cores 4-7: 2 MB)                                                                                                   | Octa-Core (۲ quad-core modules) AMD x۸۶–۶۴ "Jaguar"-based @ ۱٫۷۵ GHz Shared 4 MB L2 cache (Cores 0-3: 2 MB, Cores 4-7: 2 MB)                         |
| واحد پردازش مرکزی                  | ۴۵ nm | ۲۸ nm | ۲۸ nm |
| واحد پردازش گرافیکی                | AMD Radeon "Latte" ۳۲۰ shaders @ ۵۵۰ MHz (۰٫۳۵ فلاپس) Fillrates: 4.۴ Gpixel/s, 8.8 Gtexel/s | AMD Radeon "Liverpool" ۱۱۵۲ shaders @ ۸۰۰ MHz (1.84 TFLOP/s) Fillrates: 25.6 Gpixel/s, 57.6 Gtexel/s | AMD Radeon "Durango" ۷۶۸ shaders @ ۸۵۳ MHz (1.31 TFLOP/s) Fillrates: 13.6 Gpixel/s, 40.9 Gtexel/s                                                    |
| واحد پردازش گرافیکی                | ۴۰ nm | ۲۸ nm | ۲۸ nm |
| حافظه دسترسی تصادفی                | ۲ گیگابایت (یکا) DDR3 RAM @ ۱۶۰۰ MHz (۱۲٫۸ گیگابایت (یکا)) (۱ GB available for games) ۳۴ MB eDRAM @ ۵۵۰ MHz | ۸ GB GDDR5 RAM @ ۵۵۰۰ MHz (176.0 GB/s) ۲۵۶ MB (2 Gb) DDR3 RAM (not available for games) | ۸ GB DDR3 RAM @ ۲۱۳۳ MHz (68.3 GB/s) (۵ GB available for games) ۳۲ MB حافظه دسترسی تصادفی ایستا                                                      |
| ظرفیت                              | Basic Model: 8 GB حافظه فلش Deluxe/Premium Model: 32 GB حافظه فلش | ۵۰۰ GB HDD (user replaceable) | ۵۰۰ GB HDD (non-replaceable) ۸ GB flash memory (not user accessible)                                                                                 |
| ظرفیت                              | Supports up to 32 GB حافظه اس‌دی cards Supports up to 2 TB یواس‌بی دیسک سخت (Wii U Mode only) | No external HDD support | Supports external USB HDDs |
| نحوه نصب بازی‌ها                    | Downloaded games must be installed to storage | All games must be installed to a connected HDD | All games must be installed to a connected HDD |
| شبکه رایانه‌ای                      | - Fast Ethernet (requires an attachment) - Built-in آی‌تریپل‌ئی ۸۰۲٫۱۱ a/b/g/n وای-فای | - Gigabit Ethernet - Built-in 802.11 b/g/n Wi-Fi @ ۲٫۴ GHz | - Gigabit Ethernet - Built-in 802.11 a/b/g/n dual-band Wi-Fi @ ۲٫۴ GHz and 5 GHz                                                                     |
| اندازه                             | ۱۷۲ x 46 x 268.۵ mm (6.7 x 1.8 x 10.5 in) (width x height x length) when lying down | ۲۷۵ x 53 x 305 mm (10.8 x 2.0 x 12.0 in) (width x height x length) when lying down | ۳۰۹ x 83 x 258 mm (12.1 x 3.2 x 10.1 in) (width x height x length) when lying down                                                                   |
| وزن                                | ۱٫۵ kg (3.3 lb) | ۲٫۸ kg (6.1 lb) | ۳٫۲ kg (7.0 lb) |
| منبع تغذیه رایانه                  | External | Internal | External |
| لوازم جانبی همراه                  | All Models - Wii U GamePad (wireless) - Stylus - وی ریموت - رابط چندرسانه‌ای اچ‌دی cable Deluxe/Premium Model only - GamePad stand - GamePad charging cradle - Console stand | - DualShock 4 controller (wireless) - یواس‌بی cable (for charging DualShock 4) - Wired mono هدست - رابط چندرسانه‌ای اچ‌دی cable                                                                                             | - ایکس‌باکس وان (wireless) - کینکت sensor - Wired mono هدست - رابط چندرسانه‌ای اچ‌دی cable                                                              |
| ویدئو                              | ۱۰۸۰p, 1080i, 720p, 480p - رابط چندرسانه‌ای اچ‌دی - Component video - YPBPR - D-Terminal (Japan only) ۵۷۶i, 480i (standard 4:3 and 16:۹ anamorphic widescreen) - Composite video - S-Video (ان‌تی‌اس‌سی consoles only) - RGB اسکارت (پال consoles only) - D-Terminal (Japan only) | وضوح ۴کی†, ۱۰۸۰p, 1080i and 720p - HDMI † ۴K resolution supported for videos, movies and pictures only. | وضوح ۴کی، ۱۰۸۰p, 1080i and 720p - HDMI in - HDMI out                                                                                                 |
| Integrated تلویزیون سه‌بعدی support | آری | آری | آری |
| نمایشگر دوم                        | Wii U GamePad (bundled with console) | پلی‌استیشن ویتا PlayStation App on آی‌اواس and اندروید devices | SmartGlass on ویندوز ۸, ویندوز فون، iOS, and Android devices                                                                                         |
| نمایشگر دوم                        | Local game streaming via Off-TV Play to Wii U GamePad for some games | Local and remote game streaming via Remote Play to پلی‌استیشن ویتا for all games (except those that require the پلی‌استیشن ۴ or پلی‌استیشن موو)                                                                             | — |
| Audio                              | - Six-channel مدولاسیون کد پالس linear output via رابط چندرسانه‌ای اچ‌دی - Analog استریو via "AV Multi Out" port | - Audio output via رابط چندرسانه‌ای اچ‌دی - Digital audio output via رابط تی‌اواس لینک out | - Audio output via رابط چندرسانه‌ای اچ‌دی - Digital audio output via optical out - Internal system speaker                                             |
| توانایی‌های جانبی                   | - SD/حافظه اس‌دی memory card slot - بلوتوث - رابط چندرسانه‌ای اچ‌دی (۱ out port) - "AV Multi Out" port - ۴ یواس‌بی ports (۲ at front of console, 2 at rear) - وی ریموت power port - ارتباط حوزه نزدیک (NFC) | - بلوتوث - HDMI (۱ out port) - ۲ USB 3.0 ports (at front of console) - پلی‌استیشن ۴ AUX port - رابط تی‌اواس لینک out port - اترنت port                                                                                     | - Wi-Fi Direct - HDMI (۱ in port and 1 out port) - ۳ USB 3.0 ports (۱ at side of console, 2 at rear) - کینکت port - Optical out port - Ethernet port |
| Available کنترل‌کننده بازی          | - Wii U GamePad (up to 2) - وی یو (up to 4) - وی ریموت/وی ریموت (up to 4) - وی ریموت attachment - Classic Controller attachment - Wii Balance Board - نینتندو ۳دی‌اس (select games only) | - DualShock 4 controller (up to 4) - پلی‌استیشن موو - پلی‌استیشن ویتا (select games only) | - ایکس‌باکس وان (up to 8) - کینکت - SmartGlass |
| توانایی‌های لمسی                    | Wii U GamePad has an integrated صفحه لمسی | DualShock 4 controller has an integrated تاچ‌پد | — |
| دوربین حسگر حرکتی                  | — | پلی‌استیشن ۴ (purchased separately) | کینکت (included with purchase) |
| خدمات برخط                         | Nintendo Network - Nintendo eShop - Miiverse - Nintendo TVii - Wii U Chat | شبکه پلی‌استیشن - PlayStation Store Sony Entertainment Network - Music Unlimited - Video Unlimited | ایکس‌باکس لایو - Xbox Games Store |
| خدمات برخط                         | Game downloads and automatic updates in the background via وی یو | Game downloads and automatic updates in the background | Game downloads and automatic updates in the background                                                                                               |
| خدمات برخط                         | Free | Paid subscription required for online multiplayer via شبکه پلی‌استیشن (Not required for party chat or media applications such as Netflix. Publishers of free-to-play games can optionally offer free online multiplayer.) | Paid subscription required for online multiplayer and other services (ایکس‌باکس لایو)                                                                 |
| دستگاه ضبط تصویر دیجیتال           | Screenshots with Miiverse integration | Up to 15 minutes of gameplay with Twitch and Ustream integration Screenshots with فیس‌بوک and توییتر integration شبکه پلی‌استیشن subscription not required for use                                                         | Up to 5 minutes of gameplay with Twitch integration (coming in 2014) Subscription to ایکس‌باکس لایو required                                          |
| قفل منطقه‌ای                        | Region locked | Unrestricted (except for DVDs) | Unrestricted (except for DVDs) |
| فهرست بازی‌ها                       | فهرست بازی‌های وی یو | فهرست بازی‌های پلی‌استیشن ۴ | فهرست بازی‌های ایکس‌باکس وان |
| سازگاری عقبرو                      | کنسول مجازی (نینتندو) وی یو - All disc-based Wii software - WiiWare - Virtual Console{{Refn\|The Virtual Console on وی یو currently has available for purchase, via Wii Shop Channel, digital versions of games for the ان‌ئی‌اس، سوپر نینتندو، نینتندو ۶۴, سگا مستر سیستم، سگا مگا درایو، توربوگراف‌اکس-۱۶, Neo Geo, کمودور ۶۴ (North America and PAL regions only), MSX (Japan only) and Arcade platforms. For a list of games available on the service visit کنسول مجازی (نینتندو). | Not natively compatible with پلی‌استیشن ۳ titles due to hardware incompatibility. | Not natively compatible with ایکس‌باکس ۳۶۰ titles due to hardware incompatibility.                                                                    |
| نرم‌افزار سیستم                     | وی یو | پلی‌استیشن ۴ | اکس‌باکس وان |